# Július Bencúr
Július Bencúr maďarsky Gyula Benczúr (28. leden 1844, Nyíregyháza - 16. červenec 1920, Doľany (dnes Sečany)) byl uherský malíř a pedagog, jehož rod pocházel z Jasenové.

## Život
Jeho otec byl Vilém Bencúr, matka Paulína Laszgallnerová. Jako dvouletý se s rodiči přestěhoval do Košic, kde získal i základy malířství v kreslířské škole bratří Klimkovičovců. Zdokonalovat se šel na Mnichovskou akademii, kde od roku 1861 studoval pod vedením Hermanna Anschütze a Johanna Georga Hiltenspergera. Od roku 1865 do roku 1869 studoval u Karla von Pilotyho, kterému pomáhal i s freskami v Maximilianeu a na radnici v Mnichově. Byl vybrán bavorským králem Ludvíkem II. pro namalování rokokových motivů. Ilustroval také knihy německého spisovatele Friedricha Schillera. Později mu bylo nabízených mnoho mezinárodních učitelských míst, včetně Prahy a Výmaru, ale on přijal místo na své alma mater v Mnichově, kde působil v letech 1876–1883. Jedním z jeho nejvýznamnějších žáků byl americký malíř Adolfo Müller-Ury. V roce 1883 se stal ředitelem nově založené mistrovské umělecké školy v Budapešti.
Bencúr byl později oblíbený u maďarské vyšší vrstvy, maloval četné portréty králů a šlechticů a mnohé mytologické výjevy. Během svého života získal několik ocenění. V roce 1878 získal zlatou medaili na pařížské Světové výstavě s obrazem Pokřtění Vajka (Vajk megkeresztelése). Jeho autoportrét je ve sbírkách galerie Uffizi ve Florencii. Je po něm pojmenována ulice v Košicích a Budapešti. Obec Doľany u města Szécsény byla na jeho počest v roce 1927 přejmenována na Beczúrfalva, od roku 1962 je součástí města Szécsény.

## Galerie

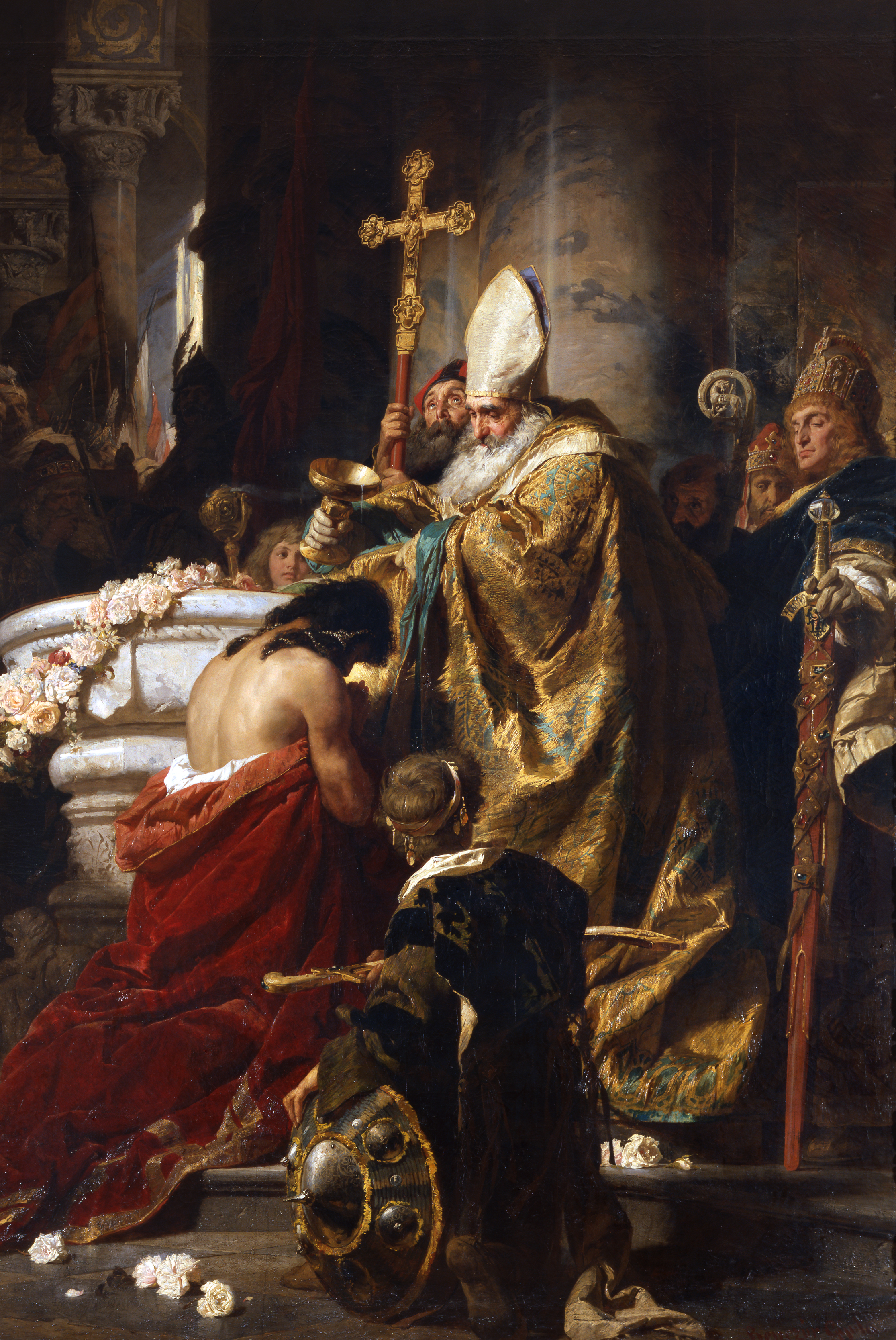
Pokřtění Vajka (1875)
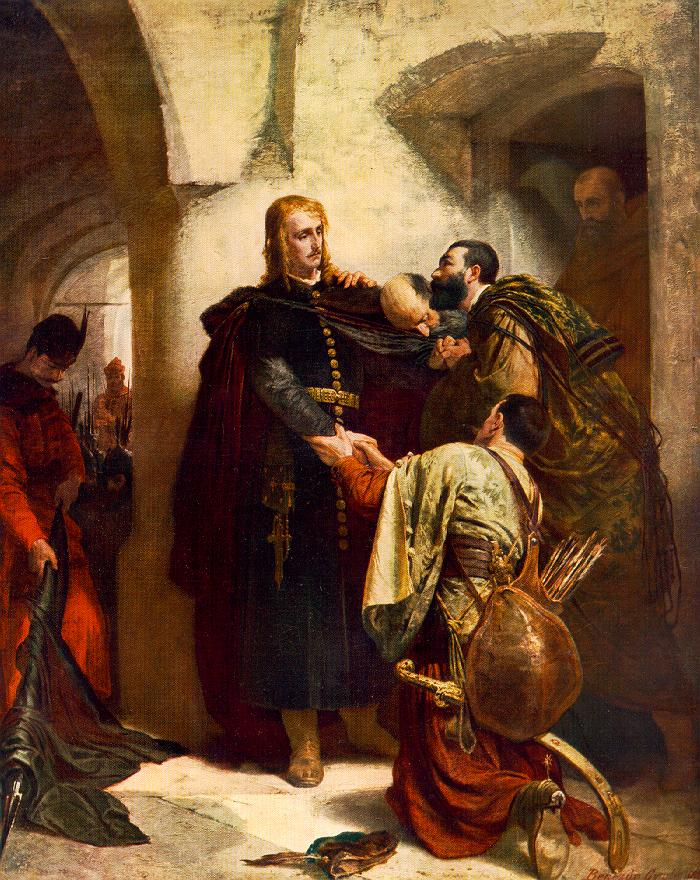
Rozlučka Lászlóa Hunyadiho (1866)
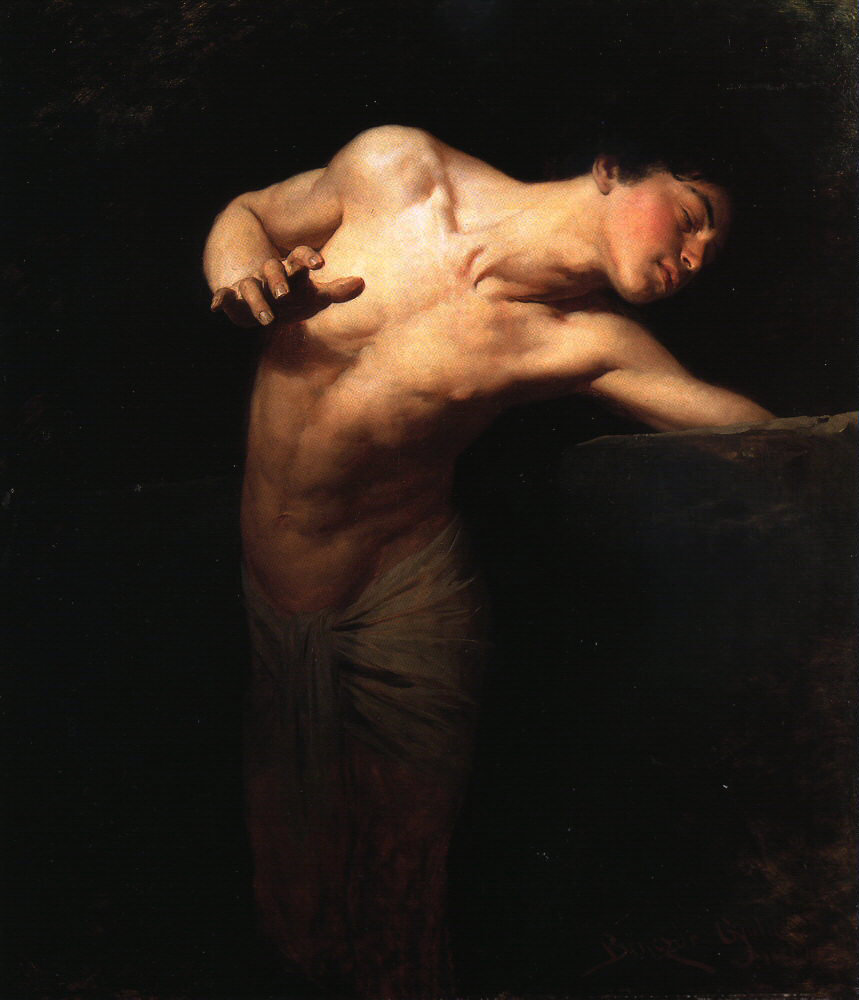
Narcis (1881)
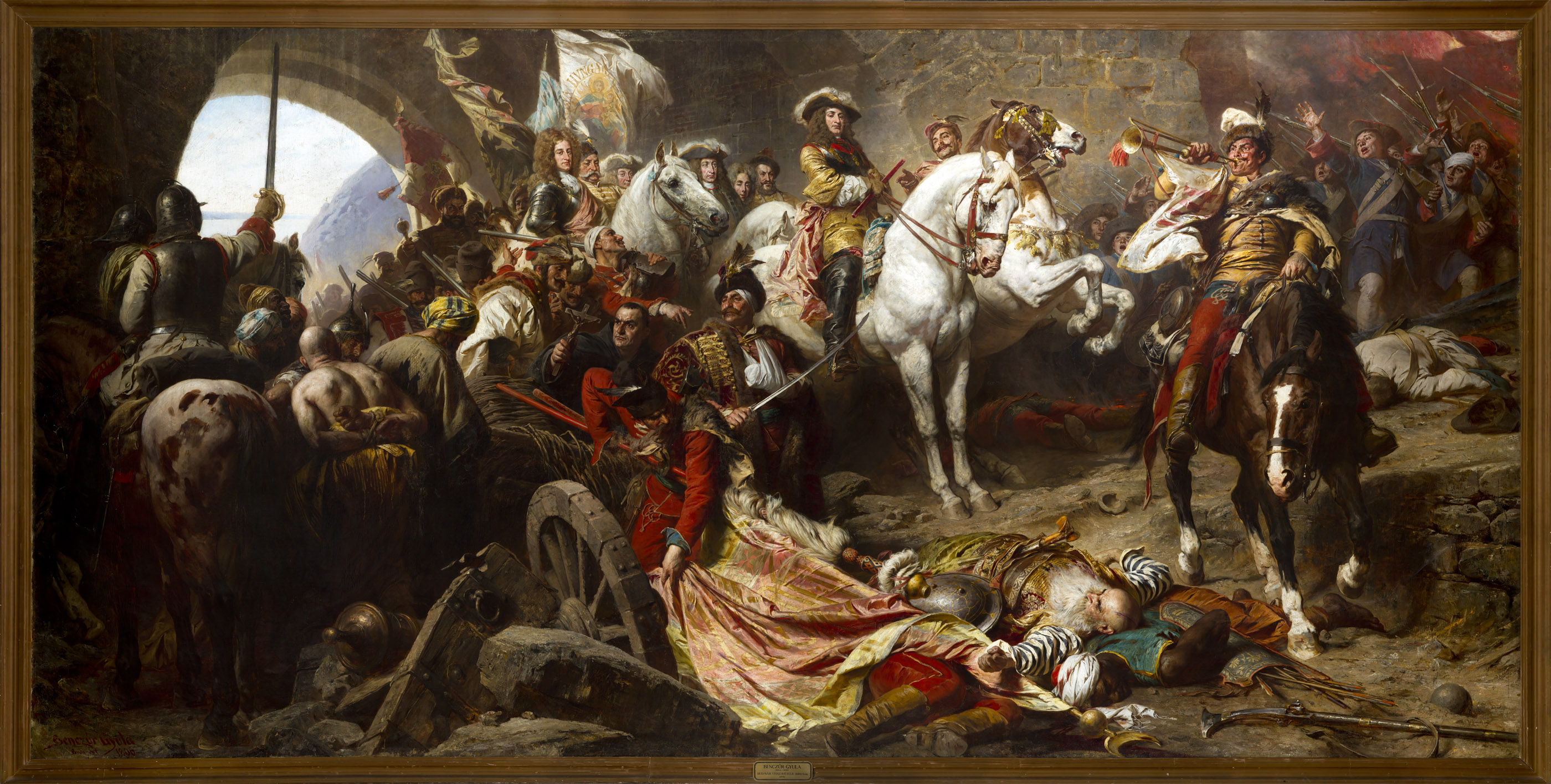
Obléhání Budínského zámku v roce 1686 (1896)
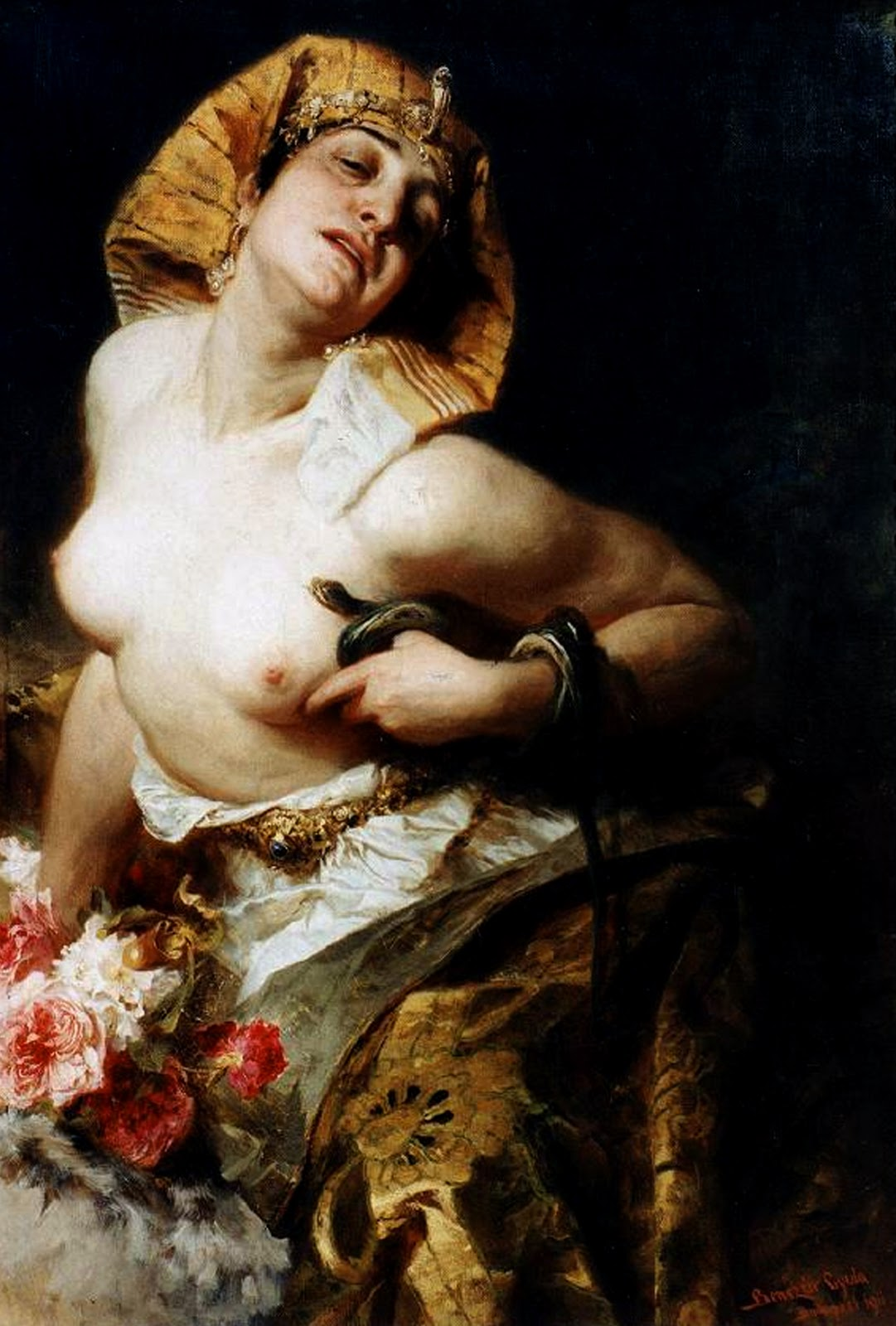
Kleopatra (1911)
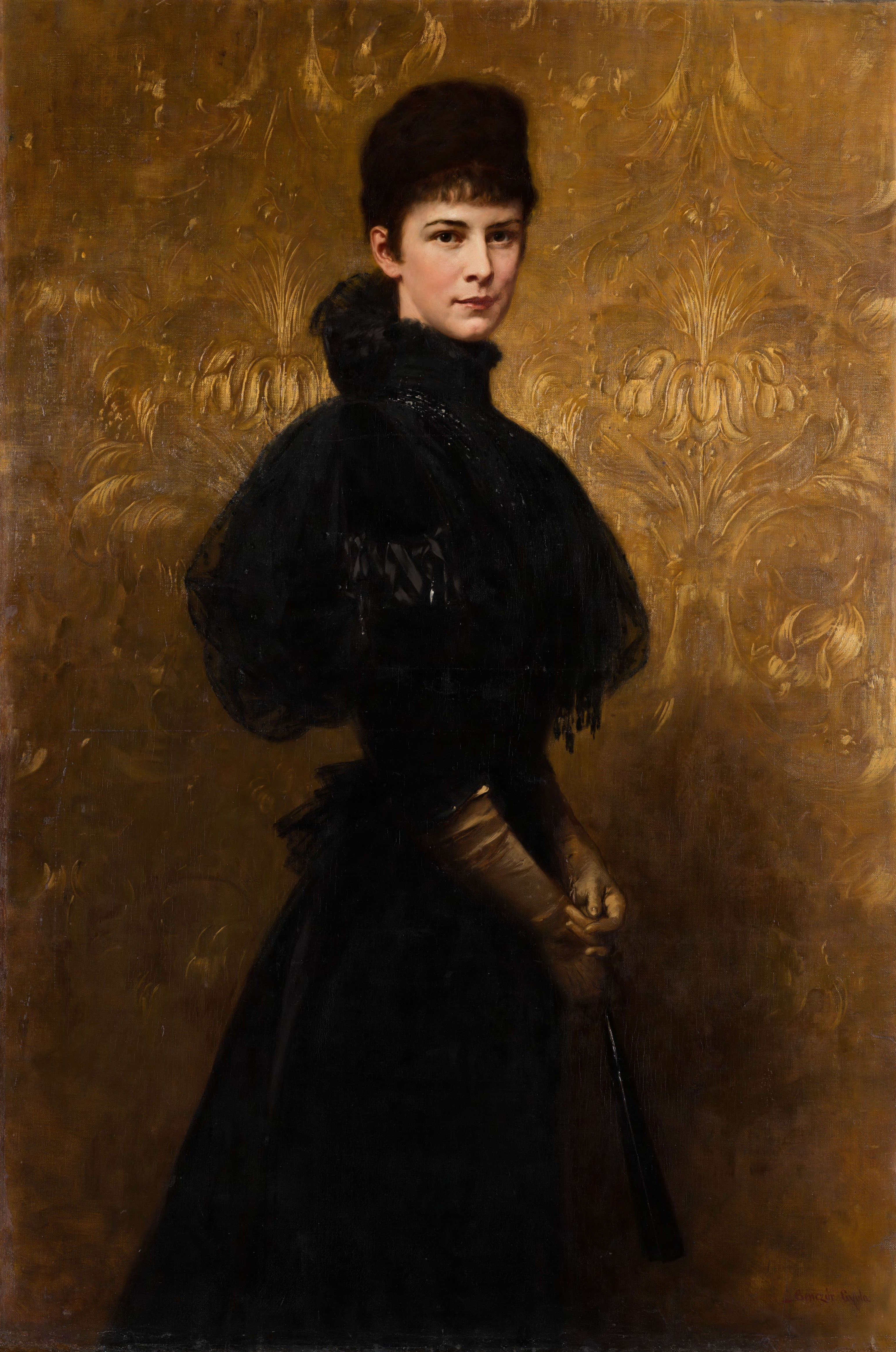
Královna Alžbeta (1899)
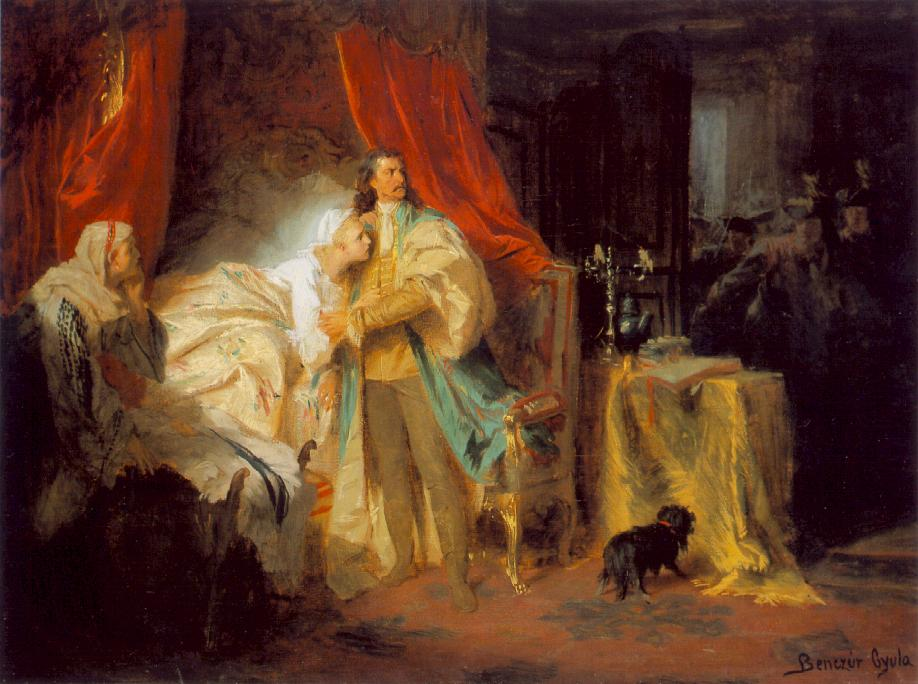
Zajetí Ferencze II. Rákóczyho (1869)
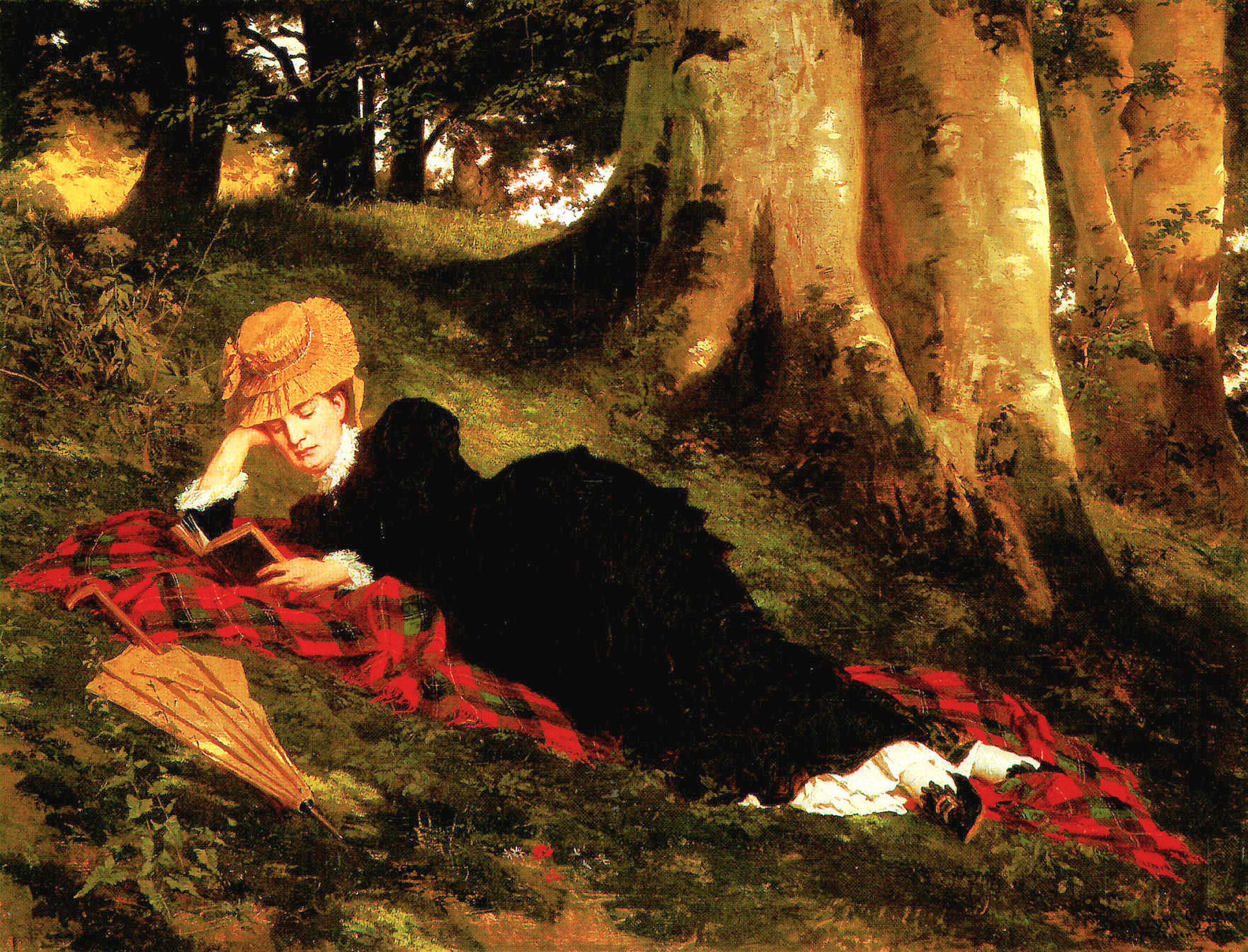
Čtenářka v lese